# Helmut Bartels (Tiermediziner)
Karl Friedrich Helmut Bartels (* 6. November 1910 in Pirna; † 24. Januar 1980 in Gießen) war ein deutscher Tierarzt und Hochschullehrer.

## Leben
Bartels studierte Veterinärmedizin und promovierte 1937 an der Veterinärmedizinischen Fakultät der Universität Leipzig zum Dr. med. vet. Danach war er auf dem Gebiet der Fleischhygiene an den Schlachthöfen in Dresden und Leipzig tätig. 
Nach Ende des Zweiten Weltkrieges verließ er die Sowjetische Besatzungszone und wurde in Herford Leiter des Schlachthofes.
1951 wurde er Fachreferent für Fleischhygiene am Bundesministerium für Ernährung, Landwirtschaft und Forsten in Bonn. 1960 übernahm er das Direktorat der Bundesanstalt für Fleischforschung im Kulmbach. 1962 erfolgte seine Ernennung zum ordentlichen Professor an der Universität Gießen. 1976 schied er auf eigenen Wunsch aus dem Hochschuldienst aus.

## Schriften (Auswahl)
- Untersuchungen zur Luftröhren- und Kehlkopftuberkulose beim Rinde und deren Beziehungen zur chronischen Form der Lungentuberkulose. Leipzig, 1937.